# Бацзицюань
Бацзицюань (кит. трад. 八極拳, пиньинь Bājíquán) — одно из боевых искусств Китая.
Название стиля означает, что сила удара у его бойцов такова, что достигает всех пределов мироздания и даже уходит ещё дальше.

## История стиля
Стиль долгое время передавался лишь среди китайских мусульман. Его основателем считается У Чжун (吴钟, 1712—1802) из провинции Чжили. Сам он научился этому искусству у странствующего даосского монаха, который известен только под прозвищем «Лай» («Прокаженный»). У Чжун был отличным бойцом на копьях и имел прозвище «У — Волшебное Копье». За свою жизнь он обучил свыше ста пятидесяти бойцов, полностью его искусство переняли дочь У Жун (吴荣), друг У Юн (吴永) и брат У Юна — У Чжунъюй (吴钟毓). У Юн был родом из деревни Мэнцунь округа Цанчжоу, и с той поры Мэнцунь и соседняя деревня Лотун стали «родиной бацзи», именно там этот стиль жил и развивался. В начале XX века выделяли следующие ветви бацзицюань:
- Бацзицюань семьи У, идущий от мастера У Хуэйцина (吴会清). Сын У Хуэйцина — У Сюфэн (吴秀峰) разработал очень много новых комплексов и много сделал для распространения этого направления.
- Бацзицюань семьи Цян, идущий от мастера Цян Жуйцина (强瑞清). Это направление вобрало в себя также приемы тунбицюань, пигуацюань и синъицюань.
- Бацзицюань семьи Ли, идущий от мастера Ли Шувэня (李书文). Так как мастер Ли обучал всю свою жизнь, то техника, которой он обучал в конце жизни, отличалась от той, которую он преподавал первоначально.
- Бацзицюань семьи Хо, идущий от мастера Хо Дяньгэ (霍殿阁). Хо Дяньгэ учился у молодого Ли Шувэня и творчески развил изученное.
- Бацзицюань семьи Ма, идущий от мастера Ма Фэнту (马凤图). Мать Ма Фэнту принадлежала к роду У, поэтому он изучил ортодоксальный бацзицюань, впоследствии познакомился с Ли Шувэнем и перенял его разработки, добавил методы выброса усилия из тунбэйцюань.

Характерной особенностью бацзицюань считается особый взрывной выброс усилия в ударе. Для генерации усилия используются два особых типа перемещения: «трущий шаг» и «шаг топчущего раскалывания». Из-за этих особых типов перемещения во время тренировок мастеров бацзицюань при ударах на земле оставались канавки от движений ног при ударах, поэтому родились поговорки «кулак словно чертит по земле» и «бацзи, бацзи — нога не отрывается от земли». Удары обычно наносили кулаками, ладонями, локтями, коленями и плечами. Ногами в ортодоксальном бацзицюань били не выше колена. «Фирменными» приемами бацзицюань считаются удары локтями, есть выражение «72 удара локтями бацзицюань».

## Особенности стиля
Базой тренировки без оружия в бацзицюань считаются «шесть больших раскрытий» (кит. трад. 六大开, палл. Людакай) и «восемь больших приемов» (кит. трад. 八大招, палл. Бадачжао). «Шесть больших раскрытий» — это шесть методов взламывания защиты противника, шесть видов действий руками. Так как брешь в защите противника называют «раскрытыми вратами», то иногда этот термин записывают другими иероглифами, означающими «шесть пробиваний» (кит. трад. 六打开, палл. Людакай) (имеются в виду шесть способов «пробивания врат»). «Восемь больших приемов» — это восемь базовых приемов бацзицюань.
Основой бацзицюань является генерация усилия, поэтому на первых порах занимающегося подстерегает серьёзная опасность: умение генерировать усилие развивается быстрее, чем укрепляется тело, поэтому при ударе по твердым предметам есть опасность сломать себе руки, а при тренировке в паре есть большой риск травмирования партнера.